# Xã Cherry Creek, Quận Buffalo, Nebraska
Xã Cherry Creek (tiếng Anh: Cherry Creek Township) là một xã thuộc quận Buffalo, tiểu bang Nebraska, Hoa Kỳ. Năm 2010, dân số của xã này là 115 người.